# Я, К'яра і Похмурий
«Я, К'яра і Похмурий» (італ. Io, Chiara e lo Scuro) — італійська кінокомедія 1982 року, поставлена режисером Мауріціо Понці. Фільми брав участь у програмі секції «Особливий погляд» на 36-му Каннському міжнародному кінофестивалі (1983) .

## Сюжет
Франческо, власник готелю на прізвисько «Тоскано» (Франческо Нуті), є досвідченим більярдистом, але він ніколи не виграє, коли грає за гроші. На пізньому нічному автобусі він знайомиться з саксофоністкою К'ярою, переплутавши свій кейс з києм у ньому на її з саксофоном. Вони закохуються, а тим часом Франческо втрачає велику суму грошей у грі проти «Хмурого», чемпіона Італії, і тепер змушений вкрасти гроші з сейфу готелю. Його єдиний шанс сплатити борг — це перемога в чемпіонаті Італії. К'яра ладна допомогти йому у цьому.

## У ролях
| • Франческо Нуті      | … | Франческо «Тоскано» |
| • Джульяна Де Сіо     | … | К'яра               |
| • Марчелло Лотті      | … | «Похмурий»          |
| • Антоніо Петрочеллі  | … | Манчіно             |
| • Новелло Новеллі     | … | Мерло               |
| • Ренато Чеккетто     | … | Джованні            |
| • Клаудіо Касале      |   |                     |
| • Карло Нері          |   |                     |
| • Клаудіо Спадаро     |   |                     |
| • Стефано Кунео       |   |                     |
| • П'єранджело Подзато |   |                     |

## Знімальна група
- Автори сценарію — Франко Ферріні, Енріко Ольдоїні, Франческо Нуті, Мауріціо Понці
- Режисер-постановник — Мауріціо Понці
- Продюсери — Джанфранко Піччолі, Марко Валсаніа
- Оператор — Карло Черкіо
- Композитори — I. Barluna, Карло Марія Кордіо
- Монтаж — Серджо Монтанарі
- Художник-постановник — Гуїдо Джозія
- Художник по костюмах — Барбара Каневарі

## Нагороди та номінації
| Список нагород та номінацій                       | Список нагород та номінацій | Список нагород та номінацій                            | Список нагород та номінацій    | Список нагород та номінацій | Список нагород та номінацій |
| Кінопремія                                        | Рік                         | Категорія                                              | Номінант(и)                    | Результат                   |                             |
| ------------------------------------------------- | --------------------------- | ------------------------------------------------------ | ------------------------------ | --------------------------- | --------------------------- |
| Премія Давид ді Донателло                         | 1983                        | Найкращий актор                                        | Франческо Нуті                 | Перемога                    |                             |
| Премія Давид ді Донателло                         | 1983                        | Найкраща акторка                                       | Джульяна Де Сіо                | Перемога                    |                             |
| Премія Давид ді Донателло                         | 1983                        | Найкращий новий актор                                  | Марчелло Лотті                 | Номінація                   |                             |
| Італійський національний синдикат кіножурналістів | 1983                        | Найкращий оригінальний сюжет                           | Мауріціо Ронці, Франческо Нуті | Номінація                   |                             |
| Італійський національний синдикат кіножурналістів | 1983                        | Премія «Срібна стрічка» за найкращу режисерську роботу | Мауріціо Ронці                 | Номінація                   |                             |
| Італійський національний синдикат кіножурналістів | 1983                        | Премія «Срібна стрічка» найкращій акторці              | Франческо Нуті                 | Перемога                    |                             |
| Італійський національний синдикат кіножурналістів | 1983                        | Премія «Срібна стрічка» найкращому акторові            | Джульяна Де Сіо                | Номінація                   |                             |
| Премія «Золотий кубок» (Італія)                   | 1983                        | Найкраща акторка                                       | Джульяна Де Сіо                | Номінація                   |                             |
| Премія «Золотий кубок» (Італія)                   | 1983                        | Найкращий актор-початківець                            | Франческо Нуті                 | Номінація                   |                             |
| Премія «Золотий глобус» (Італія)                  | 1984                        | Найкраща акторка                                       | Джульяна Де Сіо                | Перемога                    |                             |
| Премія «Золотий глобус» (Італія)                  | 1984                        | Найкращий актор-одкровення                             | Франческо Нуті                 | Перемога                    |                             |